# Samba de Verão
Samba de Verão, também conhecida por So Nice, ou ainda Summer Samba, é uma canção de bossa nova, considerada um clássico deste gênero musical. Foi composta por Marcos Valle em 1964, com letra original em português de Paulo Sérgio Valle, irmão do compositor.  A versão em inglês, com letra de Norman Gimbel, foi gravada pela primeira vez em 1965 por Wanda de Sah acompanhada pelo trio do Sergio Mendes.
A canção foi popularizada pelo Walter Wanderley Trio em 1966, ajudando o álbum Rain Forest a alcançar o status de disco de platina em 1970. O site Allmusic fez o seguinte comentário sobre essa versão: "Sua gravação ... é considerada como talvez a música definitiva da bossa nova, mais até do que "Garota de Ipanema".

## Composição
Em entrevista realizada em 2017, Marcos Valle explica como nasceu a música: "Quando escrevi Samba de Verão em 1964 com meu irmão Paulo, eu estava prestes a completar 22 anos. Escrevemos em nosso quarto na casa dos nossos pais no Rio. O que eu estava ouvindo na época era muita bossa nova. Ou seja, muito Tom Jobim, Roberto Menescal e Carlos Lyra. E, sim, os pássaros estavam assobiando porque era verão. O Samba de Verão refletia muito da atmosfera carioca na época. Morávamos perto da praia, e meu irmão e eu éramos surfistas. A emoção do surfe, as meninas, tudo se reflete no nosso retrato romântico do Rio."

## Desempenho nas Paradas Musicais
Em 1966, a versão do Walter Wanderley Trio foi a mais vendida nos EUA, alcançando a posição #26 na Billboard Hot 100 e #3 na parada Easy Listening. A composição ainda é uma das favoritas nas estações de rádio Adult Standards.

## Versões
Desde 1964, a canção foi gravada por mais de 140 artistas ao redor do mundo, incluindo:
- Victoria Abril
- Eliane Elias
- Duke Ellington (instrumental)
- Astrud Gilberto
- Bebel Gilberto
- Dizzy Gillespie (instrumental)
- Stacey Kent
- Diana Krall
- Ramsey Lewis (instrumental)
- Paul Mauriat (instrumental)
- Sérgio Mendes Trio com Wanda de Sah
- Roberto Menescal
- Oscar Peterson (instrumental)
- Pery Ribeiro
- Bud Shank (instrumental)
- Caterina Valente
- Caetano Veloso
- Andy Williams
- Roger Williams (instrumental)
- Klaus Wunderlich (instrumental)
- Lisa Ono